# Calvillo
Calvillo es una ciudad y cabecera del municipio de Calvillo, en el suroeste del estado de Aguascalientes, México. Fue parte de la provincia de Nueva Galicia, actual Nayarit, Zacatecas, Colima y Jalisco, en el Reino de Nueva Galicia entre su fundación y 1786, y de la Intendencia de Guadalajara de 1786 a 1821. Según el censo de población del INEGI realizado en el 2020, cuenta con una población de     58,250    habitantes. Tiene una altitud promedio de 1640 m s. n. m. Se localiza a una distancia de 52 km de la ciudad capital del estado, la ciudad de Aguascalientes. El poblado fue incluido en 2012 en el programa Pueblos Mágicos de la Secretaría de Turismo. 

## Historia

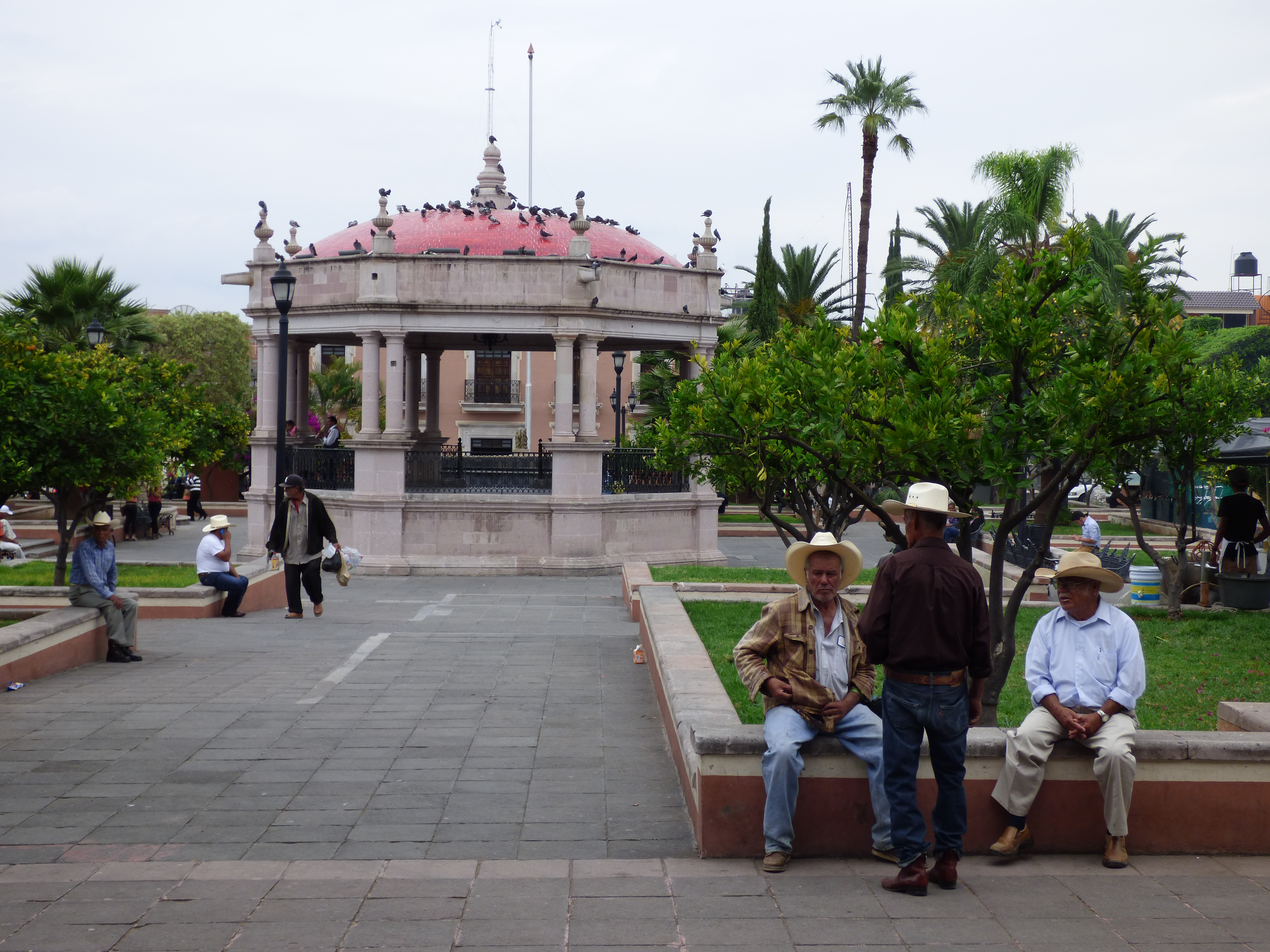
Kiosco de la plaza principal de Calvillo.

Calvillo se encuentra ubicado en un valle que es el acceso al Cañón Caxcán o de Juchipila, que comprende parte de los estados de Zacatecas, Jalisco y Aguascalientes. Lo que actualmente es el municipio de Calvillo era conocido en la época colonial como San José de Huejucar, antes valle de Huajucar que significa lugar de sauces y recibió los primeros pobladores de origen español y mestizos representando los primeros el 80 % de la población. 
Su origen se remonta a la creación del curato de San José de Huajúcar, conforme a orden emitida por el gobernador de la mitra de Guadalajara, Manuel Colón de Larreategui, el 18 de noviembre de 1861. Existen mitos como el de un batallón francés que se asentó aquí, mas no existen pruebas y es más un mito que se maneja en todos los altos de Jalisco y pasó a Calvillo más como un rumor que como un hecho histórico. 
A esta región fértil regada por las aguas del río se le llamó Calvillo, en honor de su fundador, José Calvillo. En 1778 donó las tierras para el asentamiento de la nueva villa, cuya reunión se llevó a cabo en la parroquia de la Inmaculada Concepción de Ojocaliente, que era la única iglesia y la única comunidad organizada que existía en lo que ahora se conoce como Calvillo. Una vez terminada la Guerra Cristera, Calvillo emergió como uno de los municipios más prósperos del estado de Aguascalientes, debido al cultivo de la guayaba, que tuvo gran auge y logró ser la actividad comercial más prolífica del municipio.[cita requerida]

### Cronología
- 1665 En terrenos de El Salitre y El Salitrillo, los más importantes de la región, se fueron estableciendo algunos indios nahuas, los que habitaron este lugar, reconociéndose sus ejidos por el Virrey de Leyva. Sin embargo, el español López de Nava los arrojó de ahí y ocupó sus tierras.
- 1771 José Calvillo, dueño de la hacienda de San Nicolás, hizo una donación de tierra para la fundación del pueblo de Huejúcar. Esta decisión se tomó en la Comunidad de Ojocaliente, que era la única ya establecida formalmente, lo cual fue hecho oficialmente el 18 de noviembre por el señor canónigo y doctor Manuel Colón de Larreategui con el nombre del Valle de Huejúcar.
- 1848 Fue elevado a categoría de villa en 1848 con el nombre de Calvillo en honor a su benefactor.
- 2012 Obtiene el nombramiento o categoría de Pueblo Mágico.

## Fiestas y atractivos
Tradicionalmente, Calvillo cuenta con festividades donde se degustan platillos típicos y bailan los danzantes, que anteceden a las peregrinaciones religiosas. La Feria de la Guayaba es una festividad que incluye la coronación de la reina y los espectáculos culturales que se presentan en el teatro del pueblo. La Feria de Mayo complementa las festividades religiosas con motivo de las fiestas patronales del Señor de El Salitre, en cuyo honor fue erigido el templo del centro histórico. De igual forma otras festividades que atraen mayor número de visitantes tanto locales como extranjeros son las ferias de Ojocaliente, San Tadeo y El Cuervero. 
Dentro de sus personajes  más  importantes  están el Cura Pablo José Calvillo sobrino del donante de las tierras José Calvillo  y cura confesor de las tropas  de Miguel Hidalgo,José María Bocanegra tercer presidente de México.
Gran parte de sus atractivos se encuentran en sus sierras, sus presas, sus cinco microclimas que nos hacen pasar de un tipo de paisajismo a otro en poco terreno, de su cultura, tradiciones, gastronomía, en que es la capital mundial de la guayaba, la cuna del deshilado, pero principalmente en la belleza y calidez de su gente.

### Atractivos turísticos

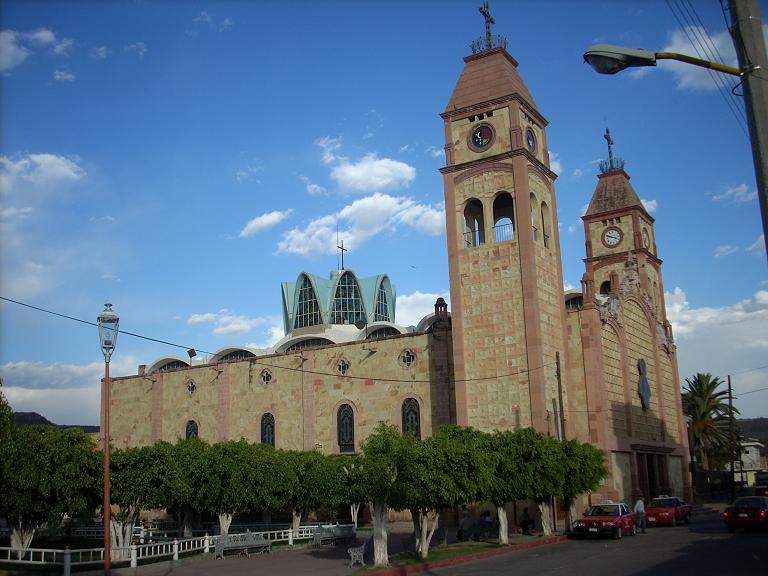
Iglesia y plaza de Ojocaliente

El municipio cuenta con numerosos servicios y sitios de gran atractivo para los visitantes, y destacan por su antigüedad los restaurantes que se encuentran a orillas de las presas La Codorniz (en la comunidad de Puerta de Fragua) y Malpaso. Sin embargo, la oferta turística ha crecido de gran manera desde que Calvillo recibió el nombramiento de Pueblo Mágico, el cual lo acredita a nivel federal como un destino turístico de calidad en la región. Además de ser un sitio ideal para comer y pasar una rica tarde, el municipio cuenta desde entonces con servicios de hotelería de primer nivel, spas y temazcales y en últimas fechas lugares propicios para desarrollar deportes extremos. Además, puntos de venta de productos tradicionales como la famosa nieve, panes como los "chamucos", artesanías como los deshilados y la bisutería orgánica, entre muchos otros.
La mejor forma de conocer sus atractivos turísticos es a través del Departamento de Turismo municipal, que ofrece las siguientes rutas turísticas:
- Recorrido peatonal por el centro histórico: donde en menos de una hora puedes conocer la segunda cúpula más grande del Latinoamérica en su tipo: en el templo del Señor del Salitre, que se encuentra a un costado de la plaza principal, lo que le ha valido una gran cantidad de visitantes desde hace muchos años. Además son imperdibles las famosas nieves artesanales de garrafa, "del Popo", herencia y tradición familiar, los panes tradicionales como los famosos "chamucos", queso de adobera, joyería y bisutería orgánica, y una de las calles más bonitas, "la calle de las graditas" un tramo peatonal muy peculiar, con casas de colores y fachadas de cantera, totalmente diferentes a todo.
- Ruta de la guayaba: una de las más populares, por ser un viaje a una fábrica de guayabas en la comunidad del Chiquihuitero (a 10 minutos de la cabecera), donde te dan a probar una cantidad verdaderamente mayúscula de variedad de dulces de guayaba y otras frutas, todo con un contexto histórico y un listado de propiedades que sabías que existía.
- Ruta de Malpaso: te lleva en un recorrido por la presa de Malpaso, una de las más bonitas del municipio, donde en ciertas épocas del año se forman cascadas, puedes disfrutar de guayabas también y conocer el hermoso pueblíto típico del mismo nombre.
- Ruta de Vaquerías: recorrido a una exhacienda que te sorprenderá por su belleza, donde parece que no ha pasado el tiempo.
- Ruta del ágata de fuego: recorrido en el cual se les lleva a las minas al aire libre del ágata de fuego y se les explica el proceso de extracción, de igual forma en este recorrido se practica el senderismo y se tiene contacto con la naturaleza. recorrido suspendido hasta nuevo aviso.
- Ruta de Cantinas: para los turistas mayores de edad, se ofrece un recorrido por las cantinas tradicionales, algunas con más de 90 años, las cuales cuentan con interesantes anécdotas del municipio y ofrecen una bebida en cada una, que pudiera ser desde una de las típicas "bombas" hasta bebidas exóticas dentro de una guayaba.
- Ruta Cristera: Recorrido en el cual se conocía parte de la ruta cristera y de los acontecimientos que giraron en torno a la misma. Suspendida hasta nuevo aviso.
- Ruta del Artista: la última novedad en Calvillo, un recorrido peatonal por una zona distinta al centro histórico, donde el guía te lleva a través de callejones y calles de escalinatas por donde se encuentran 17 obras de arte, basadas en 17 historias y anécdotas calvillenses que te son contadas a lo largo del kilómetro y medio que dura el recorrido, el cual desemboca en la plaza principal, con la más importante de todas las historias.

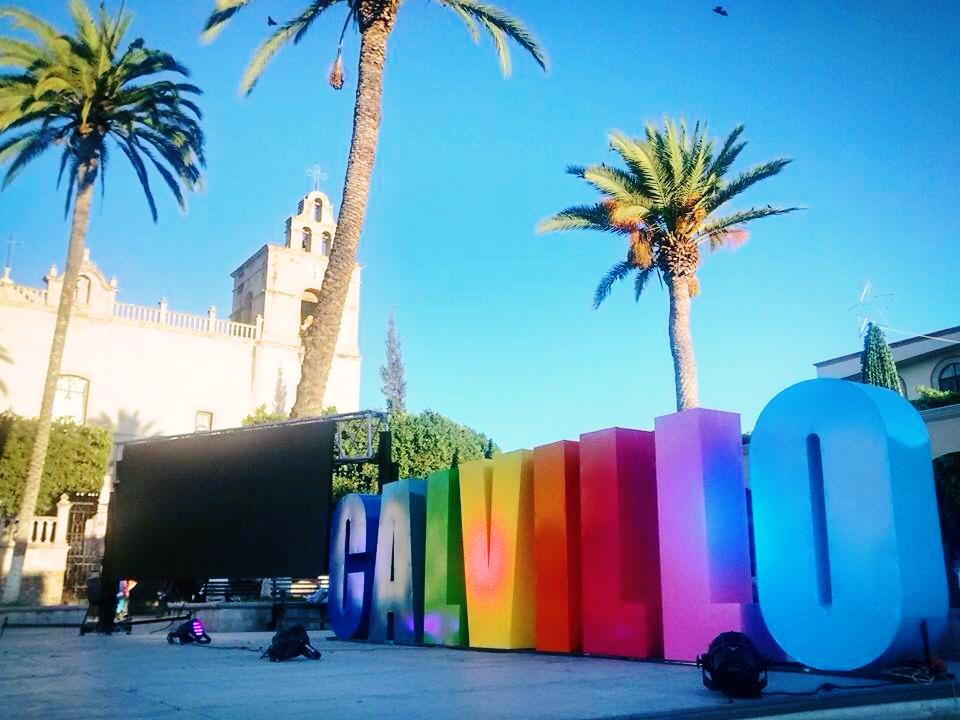
Letras de Calvillo en la plaza Principal.

Es recomendable visitar las dos sierras, la del Laurel donde colindan Jalisco, Zacatecas y Aguascalientes, que cuenta con cabañas en la parte más alta, y una hermosa cascada llamada El Garruño (40 minutos adelante de la comunidad de Jáltiche de Arriba, rumbo a la sierra de Laurel), así como la Sierra Fría, la cual se encuentra por el rumbo de la comunidad de El Temazcal (también existe acceso desde el municipio de San José de Gracia). Existen otros lugares de gran atractivo para los turistas como Peña Blanca, Los Huenchos, Cebolletas, entre muchos otros.
Cabe destacar que el municipio tiene 4 hoteles: Hotel Doña Chelo, Hotel Boutique Casa Bugambilias, la Gloria de Calvillo y Hotel Valle de Huejúcar, además de una gran cantidad de complejos de cabañas tanto en las sierras, como en las presas, como en sitios muy cercanos a la cabecera municipal. En infraestructura de hoteles resaltan los de las presas y los de la cabecera municipal, donde se puede encontrar desde comida mexicana, italiana, china y cocina internacional.

## Monumentos y lugares de interés
- Templo del Señor de El Salitre.

- Presidencia municipal

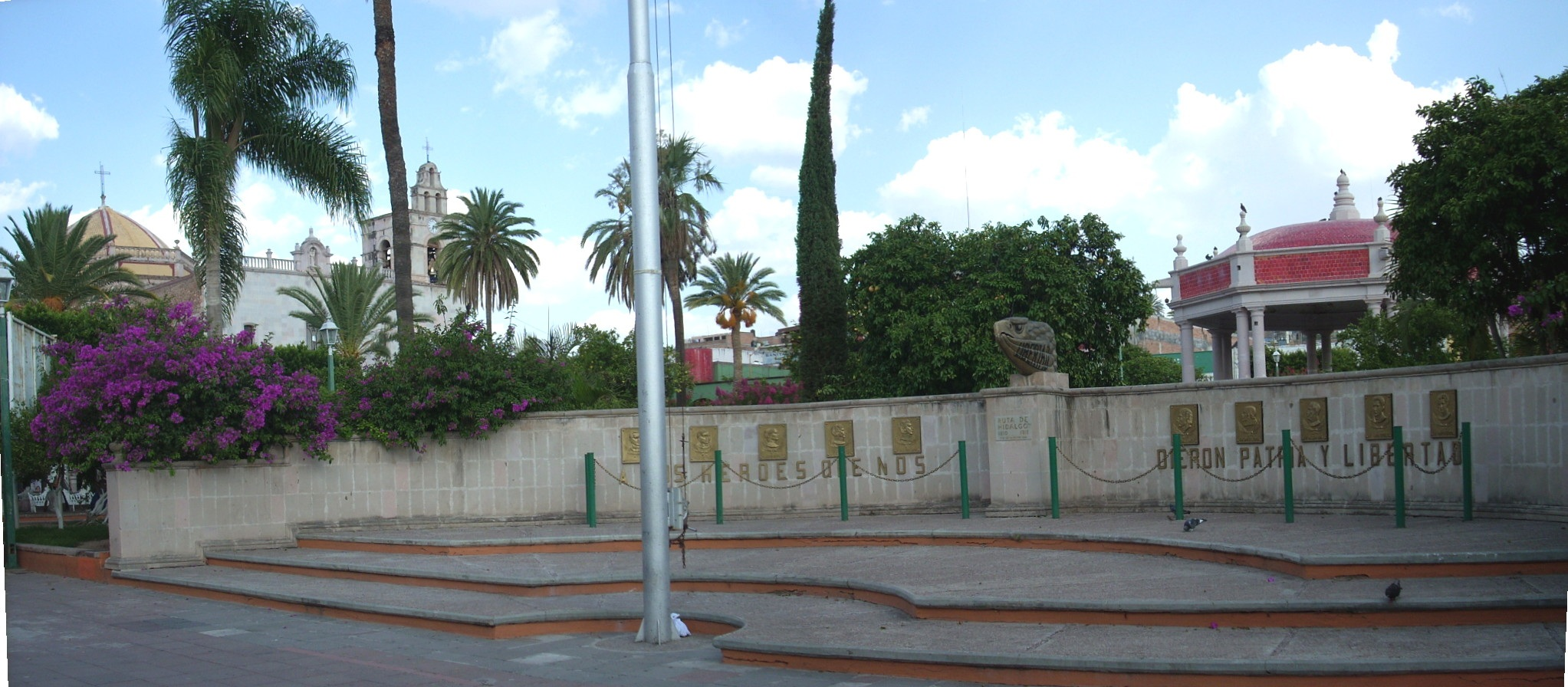
Plaza Principal de Calvillo "Porfirio Díaz"

- Casa de la Cultura, construida de cantera rosa y considerada patrimonio histórico por el Instituto Nacional de Antropología e Historia (INAH).

- Parián

- Plaza Principal Porfirio Díaz

- Andador Centenario

- Plazoleta Hidalgo

- Hemiciclo a los Niños Héroes

- Cabeza de Águila

- Santuario Virgen de Guadalupe, construida de cantera de estilo neogótico.

- Castillo Ojocaliente

- Exhacienda de la Labor

- Exhacienda del Sauz

- Exhacienda de la Primavera

- Exhacienda de Gaztambide

- Exhacienda de San Nicolás

- Templo de San Tadeo

- Templo de La Inmaculada Concepción de Ojocaliente

- Lavaderos Ojocaliente

- Baños Ojocaliente

- Pinturas rupestres El Tepozán

- Cabeza de Gigante, peñasco

- Barranca del Diablo

- Sierra del Laurel

- Ciénega

- Sierra Fría

- Presa de Malpaso

- Presa de la Ordeña

- Presa de la Codorniz

- Acueducto Arroyo de los Caballos

- Templo El Salitre

- Los Huenchos

- Ojocaliente

- Malpaso

- Palo Alto

## Educación
El municipio cuenta con infraestructura para impartir educación preescolar, primaria, secundaria, bachillerato, universidad y de nivel técnico. Ofrece lugares culturales como cine y Casa de la Cultura.

## Salud
La atención a la salud en el municipio de Calvillo se presta a través del Instituto Mexicano del Seguro Social (IMSS), Instituto de Seguridad y Servicios Sociales de los Trabajadores del Estado (ISSSTE), Secretaría de Salud por medio del Instituto de Servicios de Salud del Estado de Aguascalientes (ISSEA) tanto en las áreas urbanas como en el área rural en unidades fijas y en casas de salud.

## Deporte
La sierra del Laurel es una prolongación de la Sierra Fría. Aquí los escaladores de roca profesionales, que gustan de un alto grado de dificultad en el ascenso, encontrarán peñascos y elevadas montañas de basalto columnar, que constituyen todo un reto para los amantes del alpinismo, conocido como deporte de riesgo. Por lo que respecta a la infraestructura, se cuenta con una unidad deportiva, campo deportivo, canchas.
Además su equipo de fútbol soccer profesional que se hace llamar "Los Guayaberos de Calvillo" debido a la abundancia de esta fruta en esas tierras.

## Cultura

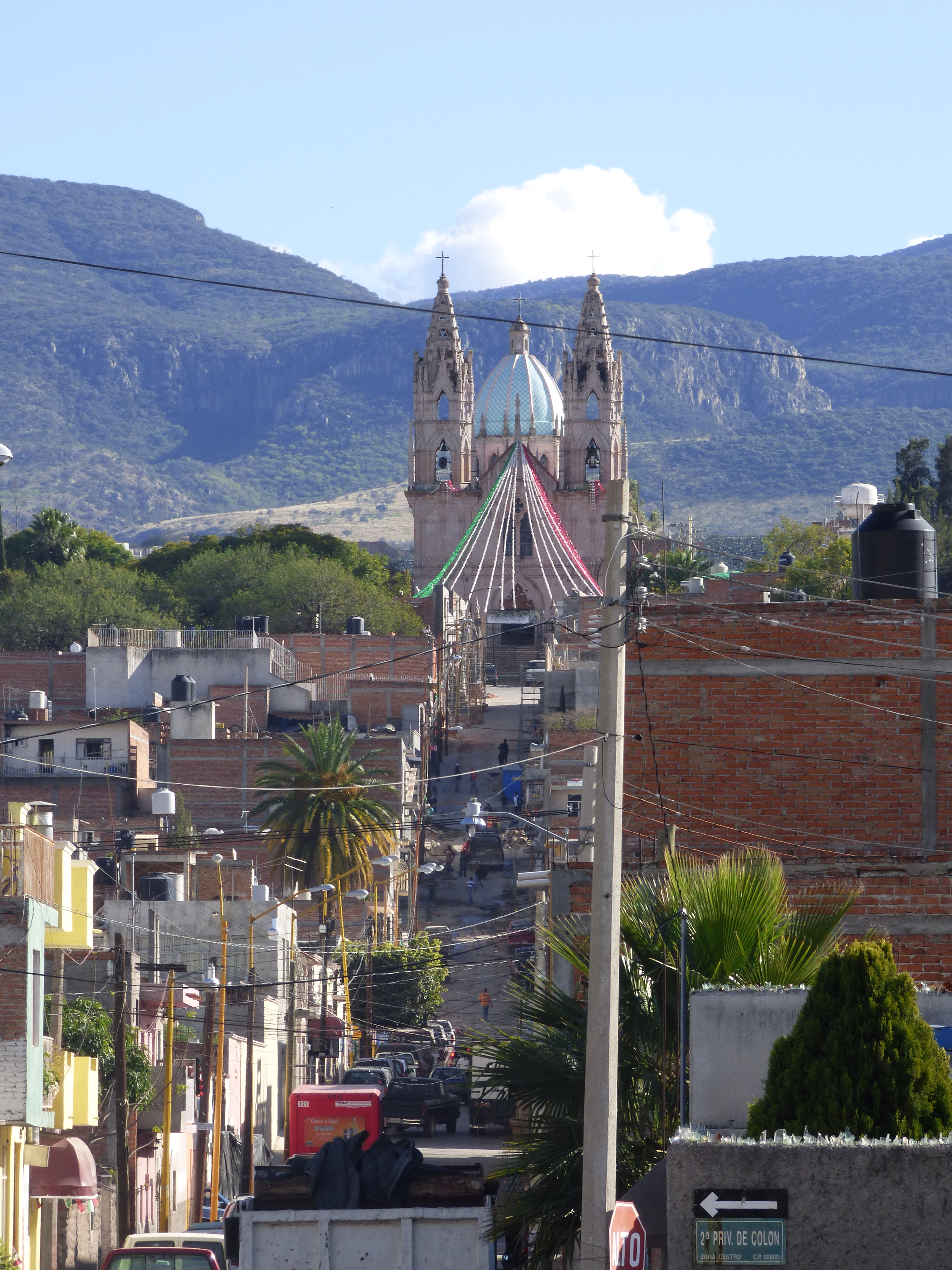
Vista panorámica de Calvillo, con el Santuario de Nuestra Señora de Guadalupe al fondo

Cada año se celebra la fiesta regional del Señor de El Salitre y también la Feria Nacional de la Guayaba, donde se manifiestan presentaciones de artistas reconocidos en el país.
En el año 2017 el municipio de Calvillo, cumplió cinco años en el programa de "Pueblos Mágicos", lo cual lo convierte en el segundo sitio en adquirir esta categoría en el estado de Aguascalientes. Esto impulsa al municipio a ser un lugar más competitivo en el turismo.

## Vivienda
Como parte del programa Pueblo Mágico, las fachadas de distintas calles del centro histórico fueron remodeladas para darles una estética neocolonial que fuera más acorde a lo que se pretende resaltar con el nombramiento al mencionado programa federal.

## Servicios públicos
El municipio ofrece a sus habitantes los servicios de agua, drenaje, alcantarillado, energía eléctrica y alumbrado, mercado, central de abastos, Conasuper, vialidad y transporte, seguridad pública, panteón, parques y jardines. Cuenta también con servicio de transportación foránea que se encuentra en la central de autobuses. El servicio público de transporte está formado por taxis.

## Hidrografía
Los recursos hidrológicos del municipio son básicamente los ríos La Labor, Calvillo y Santos. Los arroyos de caudal que existen solo en épocas de lluvias, como Ojo Caliente, Los Huenchos, Las Cabras, Las Moras, Los Mesquitillos y El Roble. Las presas existentes son: La Codorniz, La Ordeña Vieja, Peña Blanca, Media Luna, Malpaso, Cerro Blanco, El Pajarito, El Taray, Los Alisios, Los Alamitos, Ojo Caliente, Los Adobes, Vázquez, Cebolletas y La Adobera. Los bordos son: presa de los Serna; del manantial de Ojo Caliente y corrientes subterráneas de los que se extrae agua para la irrigación y uso doméstico a través de la perforación de pozos profundos.

## Leyenda del Señor de El Salitre
Con variantes, la leyenda dice lo siguiente: Cuenta la historia que en el rancho de El Salitre, perteneciente a este municipio, vivía un piadoso matrimonio que profesaba inmensa fe y devoción a Jesús Crucificado. Siendo su amor tal, que, para este matrimonio, el sacrificio de Cristo en la Cruz, constituía el hecho más trascendental de la historia humana. Cristo ocupaba permanentemente sus pensamientos y vivía en sus corazones, de tal manera que deseaban fervientemente contar con su presencia física y así manifestar su plena adoración. Cierta tarde, llegó un joven viajero pidiendo hospitalidad al matrimonio, quienes, como buenos cristianos, la ofrecieron de inmediato. Enterado de las sublimes ansias de sus anfitriones, se ofreció a fabricar una imagen del Crucificado, en agradecimiento por su hospitalidad, y haciendo uso de sus habilidades ebanistas adquiridas a muy temprana edad. Solicitó madera, herramientas y velas para alumbrarse, ya que deseaba trabajar por la noche. Luego de proveer al joven de lo que pedía, los esposos se retiraron a descansar. Al día siguiente, ya muy entrada la mañana, notaron la ausencia misteriosa del viajero. Al ingresar a la habitación en donde había estado trabajando, contemplaron, atónitos, una colosal imagen de Cristo crucificado, tallada en madera, con tal realismo y plasticidad, que sus corazones se llenaron de alegría, postrándose y orando en silencio, mientras las lágrimas de emoción corrían por sus mejillas. Dicho crucifijo es el que se venera, desde tiempos inmemoriales, bajo la advocación del Señor de El Salitre.[cita requerida]

## Vías de comunicación

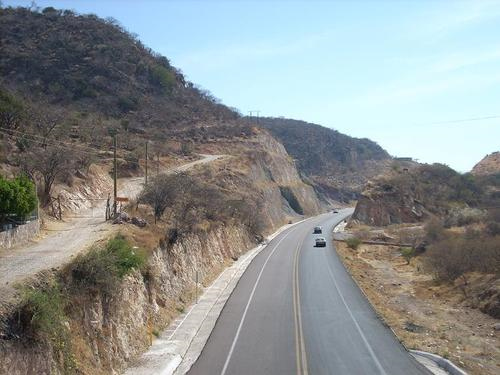
Carretera Aguascalientes-Calvillo

El municipio de Calvillo cuenta con una amplia red de carreteras, cuyo eje es la carretera Núm. 70 Tampico-Barra de Navidad (en su tramo Aguascalientes-Jalpa), que cruza el municipio de oriente a poniente y las carreteras estatales asfaltadas de Calvillo, La Panadera/Palo Alto, La Labor/El Temazcal, Jáltiche de Arriba, entronque carretera federal y Malpaso-Ojo Caliente. Cuenta, además, con un libramiento carretero urbano que pasa al sur de la ciudad y se une a la carretera federal. Su infraestructura carretera vecinal es muy amplia, la mayoría de las comunidades alejadas de la carretera municipal cuentan con caminos de mano de obra.
En lo que respecta a medios de comunicación, el municipio cuenta con el servicio de teléfono, telégrafo, correo, radio, televisión e internet.

## Actividades económicas
Los principales sectores, productos y servicios son:
- Agricultura: El principal cultivo es la guayaba, que se produce en gran escala, siguiéndole el maíz y el frijol.
- Ganadería: Debido a las condiciones ambientales adversas, el municipio se ha destacado poco en esta área. El ganado que existe es bovino, y en todo el municipio se da la apicultura.
- Industria textil: A pesar de encontrarse en una situación actual óptima, continúa realizándose a nivel familiar. Mientras que, por otro lado, la fábrica de pantalones representa una importante fuente de empleo.
- Explotación forestal: Tiene grandes recursos, pues su territorio es cruzado por la Sierra Fría y la del Laurel.
- Emigración: Las remesas representan un impulso a la economía del municipio.
- Servicios: El municipio de Calvillo tiene establecimientos comerciales como tiendas de abarrotes, carnicerías, farmacias, gasolineras, restaurantes, servicios médicos, auxilio turístico, hoteles, taller de reparación de autobuses, taxis, teléfono, servicio telegráfico y central de autobuses.

## Población económicamente activa por sector
De acuerdo con cifras al año 2000 presentadas por el INEGI, la población económicamente activa del municipio asciende a 14,624 personas, y se presenta en porcentajes de la siguiente manera:
- Primario (agricultura, ganadería, caza y pesca): 36.16%
- Secundario (minería, petróleo, industria manufacturera, construcción y electricidad): 28.17%
- Terciario (comercio, turismo y servicios): 33.42%
- Otros: 2.25%

## Presidentes municipales

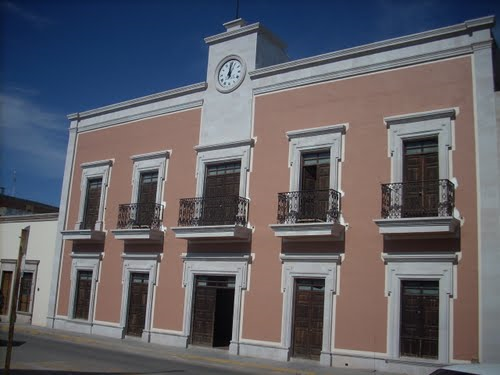
El edificio de la Presidencia Municipal de Calvillo.

Han ocupado la presidencia municipal:
- (1966 - 1965): Camilo López Gómez (PRI)
- (1966 - 1968): José Landeros Gutiérrez (PRI)
- (1969 - 1971): José María de Jesús Román (PRI)
- (1972 - 1974): Héctor Jorge González Martínez (PRI)
- (1975 - 1977): Raúl Martínez Velasco (PRI)
- (1978 - 1980): Elías Ramírez Rodríguez (PRI)
- (1981 - 1983): Manuel Velasco Gallegos (PRI)
- (1984 - 1986): J. Guadalupe López Velasco (PRI)
- (1987 - 1989): Alfonso de Lara Silva (PRI)
- (1990 - 1992): Salvador Martínez Serna (PRI)
- (1993 - 1995): José María Martínez Villalobos (PRI)
- (1996 - 1998): José Roque Rodríguez López (PAN)
- (1999 - 2001): Francisco Javier Flores Serna (PAN)
- (2002 - 2004): José de Jesús Ortiz Macías (PRI)
- (2005 - 2007): Humberto Gallegos Escobar (PAN)
- (2008 - 2010): Jesús Soto López (PAN)
- (2011 - 2013): Jorge Alberto Martínez Villalobos (PRI)
- (2013 - 2016): Francisco Javier Luévano Núñez (PAN)
- (2017 - 2019): Adán Valdivia López (PAN)

- (2019 - 2021): Adán Valdivia López (PAN)
- (2021 - 2024): Daniel Romo Urrutia (PAN)